# Steilrand und Schotterfeld des Argentals südlich der Kochermühle
Das Gebiet Steilrand und Schotterfeld des Argentals südlich der Kochermühle ist ein mit Verordnung vom 10. September 1954 durch das Landratsamt Tettnang ausgewiesenes Landschaftsschutzgebiet (LSG-Nummer 4.35.005) im Westen der baden-württembergischen Gemeinde Kressbronn im Bodenseekreis in Deutschland.

## Lage
Das etwa 8,1 Hektar große Landschaftsschutzgebiet Steilrand und Schotterfeld des Argentals südlich der Kochermühle gehört naturräumlich zum Bodenseebecken. Es liegt etwa anderthalb Kilometer westlich der Ortsmitte Kressbronns, südlich des Ortsteils Kochermühle und westlich der Landesstraße 334 auf einer Höhe von etwa 410 m ü. NHN. Das Landschaftsschutzgebiet umfasst das Gewann Heidach.
Nach Norden, Westen und Süden wird das Gebiet von dem Landschaftsschutzgebiet Eiszeitliche Ränder des Argentals mit Argenaue eingeschlossen.

## Schutzzweck
Wesentlicher Schutzzweck ist die Erhaltung einer spätglaziale Argenterrasse.